# Retiens la nuit
«Retiens la nuit» es una canción francesa de 1962 con letra de Charles Aznavour y música de Georges Garvarentz. Fue popularizada por Johnny Hallyday.
El sencillo fue número uno de ventas en Francia durante nueve semanas,